# TNTエクスプレス

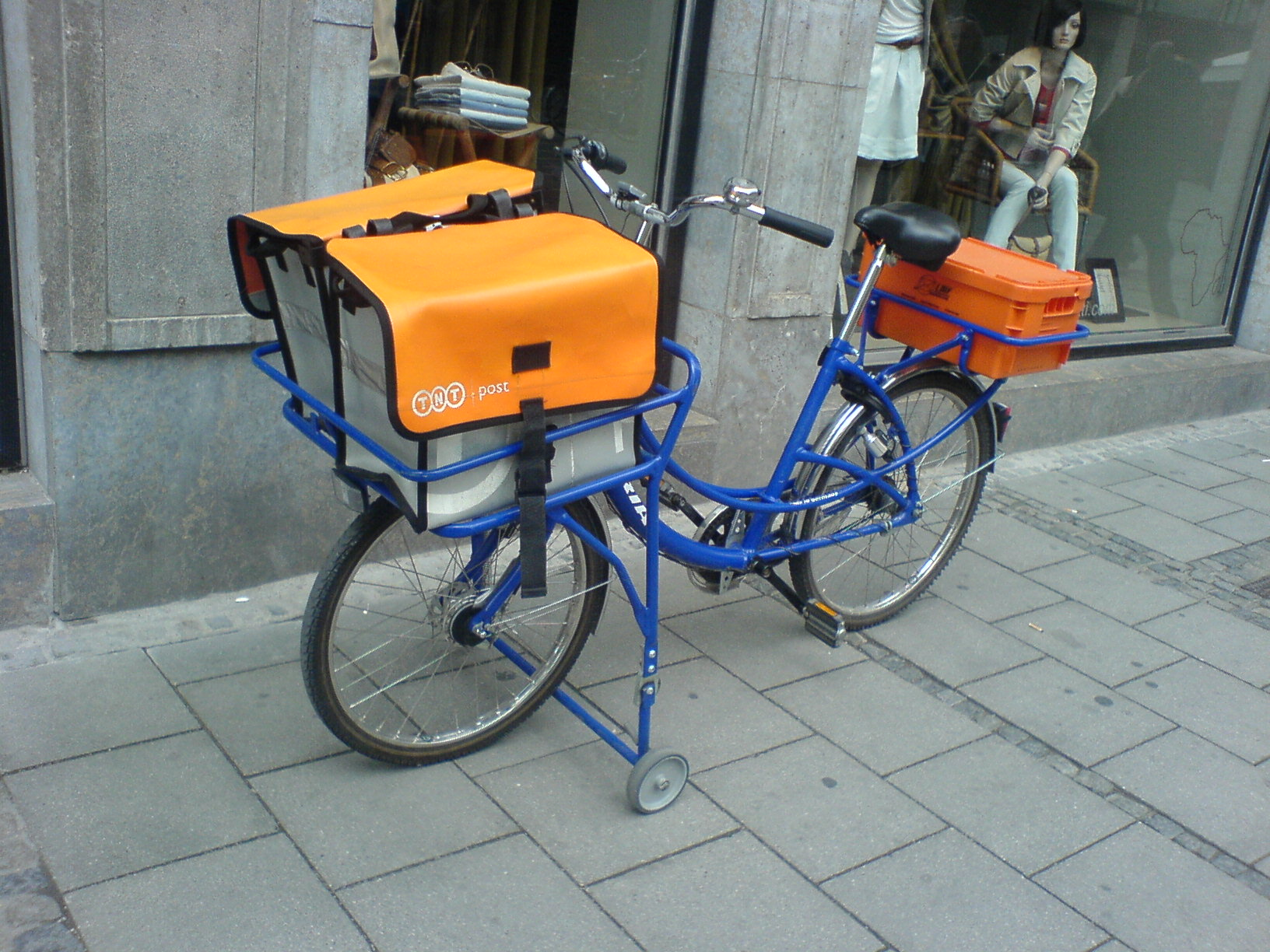

TNTエクスプレス (TNT Express) は、オランダに本拠を置く、アメリカの物流企業・フェデックス傘下の国際物流企業である。国際宅配便事業を行なっており、オランダでは「TNT Post」として郵便事業を取り扱っている。かつてはTNT Skypakというブランド名であった。

## 日本での活動
- 日本法人として1984年7月にティエヌティエクスプレス株式会社を設立、2016年11月30日に組織変更をしてティエヌティエクスプレス合同会社となった。
- 日本国内における貨物の集配は、ＴＮＴの営業所が直轄している地域は直接集配するほか、直轄地域外においてはセイノースーパーエクスプレスと業務提携し委託していた。
- 2020年9月30日をもって事業を終了・翌10月1日からはフェデラルエクスプレスジャパン合同会社が資産・負債と事業を譲受し、当面の間はTNTエクスプレスの名称・事業は継承される。
- 2020年11月30日開催社員総会にて解散を決議。(2021年1月29日発行 官報 号外第22号78頁にて公告)

## 出身者
- 鈴木龍平 - Upperleft株式会社代表取締役社長